# Ging chaat goo si 4: Ji gaan daan yam mo
Ging chaat goo si 4: Ji gaan daan yam mo (chinês tradicional: 警察故事IV之簡單任務; bra: Primeiro Impacto; prt: Primeiro Golpe) é um filme de áustralo-estadunidense-russo-honconguês de 1996, dos gêneros ação, comédia, policial e aventura, dirigido por Stanley Tong e estrelado por Jackie Chan.

## Sinopse
Um policial de Hong Kong tem a missão de acompanhar a misteriosa espiã Natasha em um voo secreto para a Ucrânia. Logo, ele acaba descobrindo um terrível plano de conspiradores da antiga KGB que querem roubar a ogiva de um míssil nuclear. Para ajudar a CIA e também a agência de inteligência russa a recuperarem esta arma de destruição em massa, Chan vai lutar em terra, no ar e até debaixo d'água para cumprir a sua missão, indo das terras geladas da Ucrânia até às praias da Austrália.

## Elenco
- Jackie Chan .... Insp. Chan Ka Kui
- Jackson Liu .... Jackson Tsui (as Jackson Lau)
- Annie Wu .... Annie Tsui
- Bill Tung .... 'Tio' Bill Wong
- Yuri Petrov .... Col. Gregor Yegorov
- Nonna Grishaeva .... Natasha
- John Eaves .... Mark
- Terry Woo .... Tio Seven
- Kristopher Kazmarek .... Cmdr. Korda

## Recepção
No site agregador de críticas Rotten Tomatoes, 55% das 22 resenhas dos críticos são positivas.